# Jorge López Bain
Jorge Ricardo López Bain (Valparaíso, 1939-6 de diciembre de 2020) fue un ingeniero civil y político chileno. Durante los últimos años del Gobierno militar del general Augusto Pinochet, ejerció como ministro de Minería, desde 1989 hasta 1990; y fue además, presidente del Instituto de Ingenieros de Minas de Chile.

## Estudios
Nació en Valparaíso en 1939, realizó sus estudios primarios en el Saint George's College, en la Escuela Militar y los superiores en el Instituto Nacional, ambos de Santiago. Posteriormente, ingresó a estudiar ingeniería civil en la Universidad de Chile.

## Trayectoria pública
Su vida profesional se desarrolló en la minería y la construcción a lo largo de todo Chile, vinculándose muy estrechamente al desarrollo de la mina El Indio (1974) y siendo pilar del primer contrato colectivo de trabajo suscrito en Chile. También, recibió el «Premio Julio Donoso» del Instituto de Ingenieros de Chile y ocupó destacados cargos en las siguientes instituciones: Universidad de La Serena, Cámara Chileno-Australiana de Comercio, Dirección de Promoción de la Pequeña Empresa (PROPESA), Federación Chilena de Golf (presidente, entre 2006 y 2010), Behre Dolbear Chile, Atlas Copco Chile (presidente), Seguros Royal & Sun Alliance, (presidente) y la Corporación para Ciegos (vicepresidente).
Paralelamente efectuó actividades como conferencista, en dónde dictó numerosas charlas sobre los temas referentes a la minería, en seminarios nacionales e internacionales, universidades y otros ámbitos sociales y profesionales. Asimismo escribió numerosos artículos en la prensa nacional y fue autor del libro Testigo presencial: Chile 1940-2010.
Falleció el 6 de diciembre de 2020, a los 81 años. Sus funerales se realizaron privadamente, el martes 8 de diciembre.